# 莱曼·佩吉
小莱曼·亚历山大·佩吉（英語：Lyman Alexander Page, Jr，1957年9月24日—），美国物理学家，普林斯顿大学詹姆斯·麦克唐纳物理学杰出大学教授。 他是观测宇宙学领域的专家，威尔金森微波各向异性探测器的合作者。该探测器对宇宙微波背景辐射作出了精确的观测，获得了宇宙大爆炸阶段的电磁回声。

## 学业经历
1978年，佩吉在缅因州不伦瑞克市的鲍登学院获得学士学位。
1979年，佩吉在剑桥的麻省理工学院获得博士学位。

## 个人生活
佩吉与妻子和三个孩子住在新泽西州的普林斯顿。 

## 奖项和荣誉
- 2017年获得2018年基础物理学突破奖
- 2015年获的格鲁伯宇宙学奖
- 2010年获得邵逸夫奖
- 2006年成为美国国家科学院院士
- 2006年获得菲利浦讲师职位
- 2004年成为美国艺术与科学学院院士
- 2003年获得马克·阿伦讲师职位和奖项
- 2003年获得Primakoff讲师职位
- 1994年大卫和露西尔·帕卡德会员
- 1992年和1994年获得普林斯顿大学工程理事会的教学奖
- 1994年成为美国研究公司的科特雷尔学者
- 1993年国家科学基金会NYI奖
- 1987年-1989年获得美国国家航空航天局的研究生研究人员计划奖学金